# Azerbajdzjanska SSR
Azerbajdzjanska socialistiska sovjetrepubliken, förkortat Azerbajdzjanska SSR, var Azerbajdzjans namn som sovjetrepublik. 

## Historik
Delstaten upptogs i Sovjetunionen 1936 från den sovjetiska delstaten Transkaukasiska SFSR när denna upplöstes och till vilken Azerbajdzjan varit ansluten sedan 1922. En väpnad konflikt utbröt emellan denna sovjetrepublik och Armeniska SSR under 1980-talet kring området Nagorno Karabach som pågår fortfarande (februari 2023).
I folkomröstningen 1991 röstade 94,12% i republiken för att behålla unionen.

## Bilder

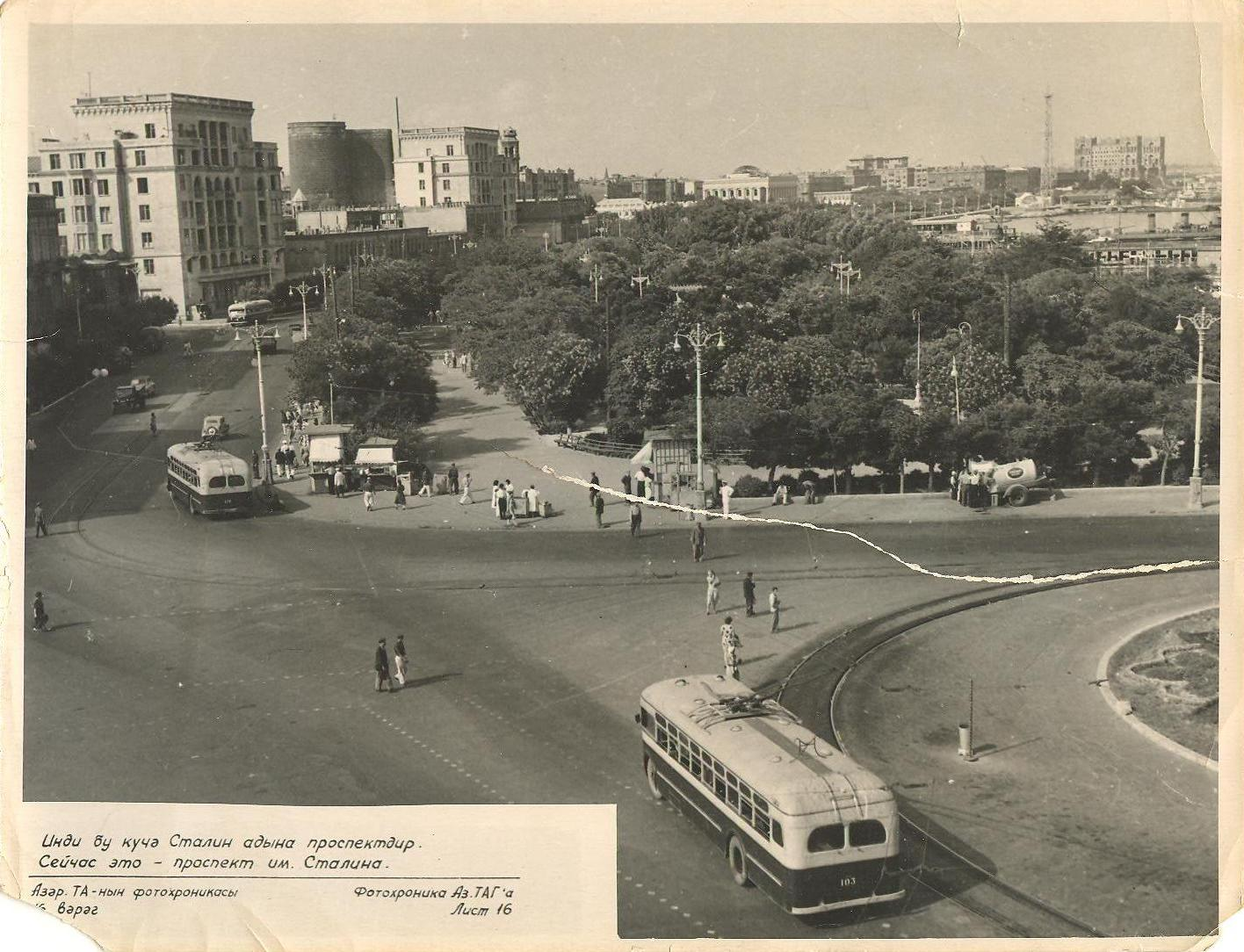
Huvudstaden Baku år 1950.
Azerbajdzjanska SSRs flagga mellan 1924 till 1927.
Azerbajdzjanska SSRs riksvapen mellan 1921 till 1927.